# 桜木トモ
桜木 トモ（さくらぎ とも、1988年5月5日 - ）は、日本のAV女優。神奈川県出身。

## プロフィール
- 趣味：ピアノ・料理

## 作品

### アダルトビデオ
- 美尻 桜木トモ18歳（2007年2月8日、eighteen）
- 携帯ショップの受付嬢（2007年5月11日、TMA）他出演:鈴房ありさ、姫川りな、大石めぐみ
- 潮吹き女子校生10連発 17（2007年6月15日、クリスタル映像）他9名出演